# Nuoranen (sjö i Toholampi, Mellersta Österbotten, Finland)
Nuoranen eller Nuorasenjärvi är en sjö i Finland. Den ligger i kommunen Toholampi i landskapet Mellersta Österbotten, i den centrala delen av landet, 400 km norr om huvudstaden Helsingfors. Nuoranen ligger 135,6 meter över havet. Arean är 60,8 hektar och strandlinjen är 3,67 kilometer lång. Sjön  ingår i Lesti å huvudavrinningsområde.   I omgivningarna runt Nuoranen växer i huvudsak blandskog.